# Пушкін Лев Сергійович
Лев Сергійович Пушкін (рос. Пушкин Лев Сергеевич; 17 [29] квітня 1805, Москва — 19 [31] липня 1852, Одеса, Російська імперія) — молодший брат О. С. Пушкіна і його літературний секретар, бойовий офіцер, учасник перських воєн і кавалер російських орденів.

## Біографія
Лев Сергійович Пушкін, як і його брат О. С. Пушкін, народився у Москві у родині Сергія Львовича Пушкіна (1770—1848), відставного військового, і Надії Осипівни Ганнібал (1775—1836), онуки Абрама Петровича Ганнібала. Сім'я переїхала в Санкт-Петербург після закінчення наполеонівських війн (1814) і оселилася в Адміралтейській частини міста, неподалік від Сінної площі. У 1815 році у Лев поступив до Головного німецького училища при лютеранській церкві Св. Петра. Потім навчався в пансіоні при Царськосільському ліцеї, а потім в Благородному пансіоні при Головному педагогічному інституті. Через участь у протесті проти звільнення викладача словесності В. К. Кюхельбекера, друга О. С. Пушкіна, він був виключений з пансіону у 1821 році.
У період заслання поета на південь Росії у 1820—1824 роках Лев Сергійович виконував його численні доручення, пов'язані з видавничими, літературними і особистими справами. Опубліковані десятки листів, якими обмінювалися брати в цей час.
Брат милый, отроком расстался ты со мной, 

В разлуке протекли медлительные годы. 

Теперь ты юноша — и полною душой 

Цветешь для радостей, для света, для свободы. 

Какое поприще открыто пред тобой, 

Как много для тебя восторгов, наслаждений, 

И сладостных забот, и милых заблуждений! 

Как часто новый жар твою волнует кровь! 

Ты сердце пробуешь в надежде торопливой, 

Зовешь, вверяясь им, и дружбу и любовь.
Спілкування Пушкіна з братом тривало все життя поета. З Львом Сергійовичем Пушкіним пов'язані вірші «Брат милий, отроком розлучився ти зі мною» (1823), «Послання до Л. Пушкіна» (1824) й інші твори. Володіючи феноменальною пам'яттю, Лев Сергійович запам'ятовував вірші і цілі поеми з одного прочитання.
«З ним, — як стверджував після його смерті П. А. Вяземський, — можна сказати, поховані багато віршів брата його невидані, може бути навіть і не записані, які він один знав напам'ять».

Племінник Антона Дельвіга Андрій Андрійович Дельвіг, який бачив Льва Пушкіна в салоні свого дядька, згадував: 
 «Він був дотепний, писав гарні вірші, і, якби він не був братом такої знаменитості, звичайно, його вірші звернули б в той час на себе загальну увагу. Особа його біле і волосся біляве, завиті від природи. Його зовнішність представляла негра, пофарбованого білою фарбою»
У листопаді 1824 року Л. С. Пушкін вступив до Департаменту іноземних віросповідань, але через два роки вийшов у відставку і став юнкером в Нижегородському драгунському полку.
Лев Сергійович був серед повсталих на Сенатській площі 14 грудня 1825 року. Зустрівши там В. К. Кюхельбекера, він отримав від нього палаш, що належав роззброєнному натовпом жандарму. Потім Кюхельбекер підвів Льва до О. І. Одоєвського і представив як «молодого солдата». У своїх свідченнях Кюхельбекер, правда, стверджував, що Лев Пушкін прийшов на площу «з однієї дитячої цікавості».
Брав участь в персько-турецькій кампанії 1827—1829, потім був у відпустці до травня 1831 року, коли перейшов в Фінляндський драгунський полк в чині штабс-капітана. Брав участь в польській кампанії, в грудні 1832 року вийшов у відставку в чині капітана і оселився в Варшаві. Восени 1833 року повернувся в Петербург, де служив чиновником особливих доручень при Міністерстві внутрішніх справ. Через три роки вступив з чином штабс-капітана в Окремий Кавказький корпус. Про смерть брата він дізнався лише в березні 1837 року, будучи на службі на Кавказі. Відчаєм наповнені рядки його листа до друга:
«Сам я отримав тільки контузію, будучи вічно під кулями; бідний же брат мій загинув в цей час від однієї, йому приреченої. Несправедлива тут доля, його життя необхідне було сімейству, корисне батьківщині, а моє — зайве, самотнє і про яке, крім тебе і бідного батька мого, ніхто б і не зітхнув»

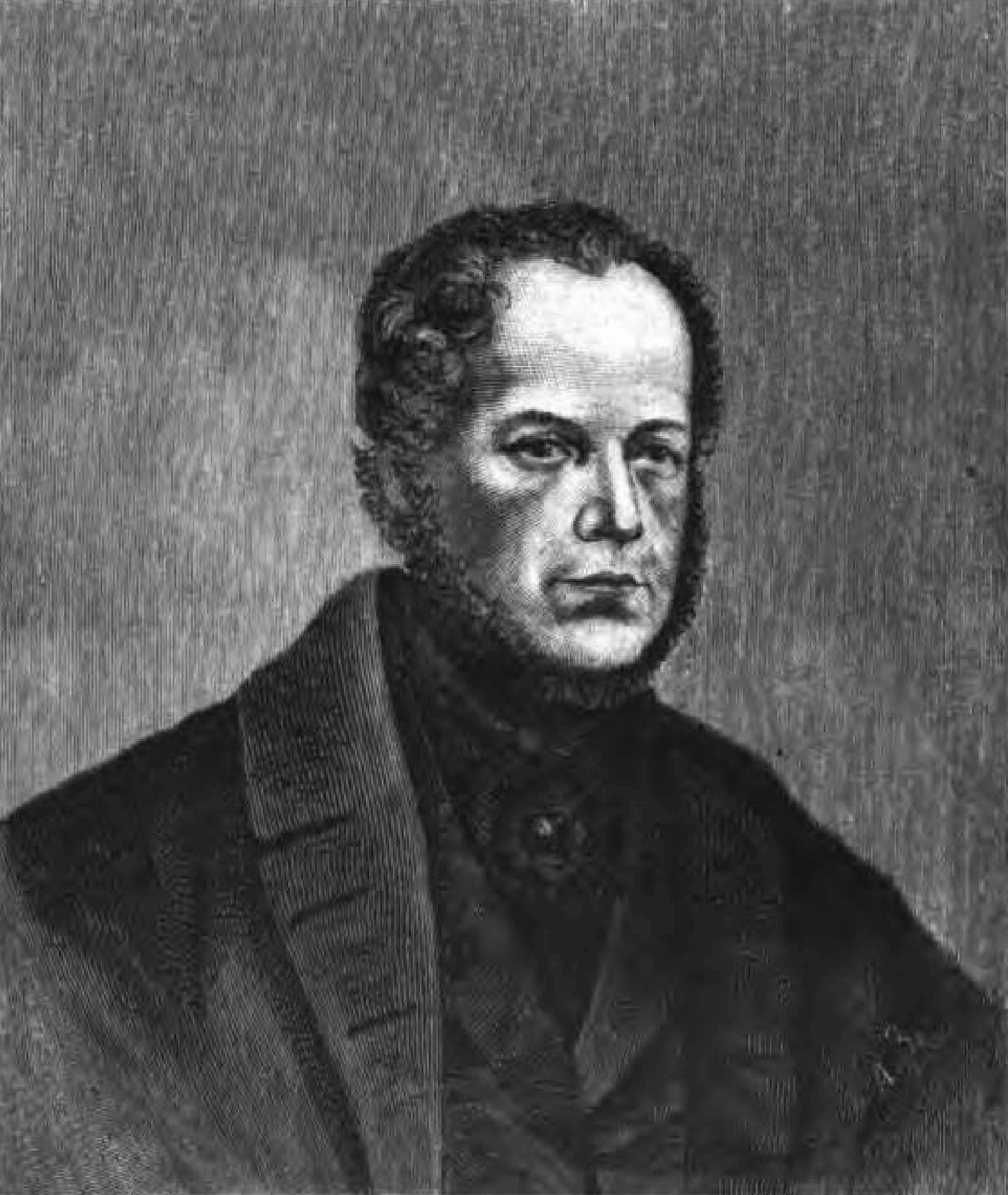
Пушкін Лев Сергійович. З акварельного портрета, намальованого у 1849 році в Одесі, який належить Л. М. Павлищеву

Є свідчення, що друзям ледве вдалося відговорити Л. С. Пушкіна від його наміру їхати до Франції і стрілятися з Дантесом.
У 1842 році у в чині майора, нагороджений орденами Святої Анни 3-го і 4-го ступеня і Святого Володимира 4-го ступеня, звільнився з військової служби і переїхав в Одесу, де вступив на державну службу в Одеській портовій митниці.
У 1843 році Пушкін одружився з Єлизаветою Олександрівною Загряжською, дочкою симбирського губернатора О. М. Загряжського. Вона доводилася родичкою його невістці, Наталії Гончаровій, з якою Лев підтримував добрі стосунки протягом усього свого життя. Від шлюбу з Єлизаветою Олександрівною у нього було четверо дітей: Ольга (1844—1923, в першому шлюбі Хоботова до 1869 року, у другому шлюбі — Оборська); Анатолій (1846—1903); Софія (померла в дитинстві) і Марія (1849—1928).
Його онук Олександр був полковником Російської імператорської армії, учасником Першої світової і Громадянської воєн. Інший онук — Лев віцегубернатором Оренбурзької губернії.
19 липня 1852 року у віці 47 років Л. С. Пушкін помер від водянки і був похований на 1-му Християнському кладовищі Одеси.
З його літературних праць видані «Біографічна звістка про О. С. Пушкіна до 1826 року», спогади про поета в окремих журнальних статтях і листування братів (більше 40 листів). Всі літературні матеріали зберігаються в Пушкінському домі в Санкт-Петербурзі.
У місті Одеса на фасаді готелю «Пасаж» знаходилася меморіальна дошка Льву Пушкіну. Демонтована 25 липня 2025 року в межах Пушкінопада, спричиненого широкомасштабним російським вторгненням в Україну.